# Aardbeving Elazığ 2020
Op 24 januari 2020 vond er een zware aardbeving plaats nabij de stad Elazığ. Het epicentrum lag nabij Sivrice, op 25 km afstand van de stad, in de Turkse provincie Elazığ en werd gevoeld in de aangrenzende provincies Diyarbakır, Malatya en Adıyaman, en de buurlanden Armenië, Syrië en Iran. De aardbeving had een kracht van 6,8 op de schaal van Richter.
De beving begon om 20:55 uur plaatselijke tijd en duurde 40 seconden. Veel gebouwen stortten in na de beving. Daardoor kwamen honderden mensen vast te zitten. Zeker 600 naschokken zijn geregistreerd. Door de ingestorte gebouwen en onveilig verklaarde gebouwen zijn vele mensen ondergebracht in sporthallen en andere noodonderkomens die zijn opgezet door de Rode Halvemaan.

## Schade
Direct na de aardbeving zijn de gebouwen in de getroffen steden gecontroleerd op scheuren en stabiliteit. Volgens de laatste verklaringen van AFAD zijn er in Elazığ 645 gebouwen zwaar beschadigd en 409 gebouwen licht beschadigd. Uit voorzorg zijn 12 appartementencomplexen per direct gesloopt.

## Geografie
De oorzaak van de aardbeving was een beweging langs de Oost-Anatolische Breuk. Deze breuklijn bevindt zich in het oosten van Turkije en vormt de grens tussen de Anatolische plaat en de noordwaarts bewegende Arabische plaat.